# Godan Khan
Godan Khan bzw. Göden Khan (* 1206; † 1251) war ein mongolischer Khan und eine Militärperson. Er war Enkel Dschingis Khans und der zweite Sohn Ögedei Khans und Töregenes, Bruder von Gujuk Khan (Güyük Khan). Godan war seit 1235 Feudalherr über Grenzländer Tibets auf dem ehemaligen Gebiet des Xixia-Reichs der Tanguten. Er beherrschte das Gebiet von Xiliang (in Gansu) an westwärts. Durch ihn fand der Buddhismus der Tibeter seinen ersten größeren Eingang bei den Mongolen.
1247 berief er den tibetischen religiösen Führer der Sakya-Schule, Sakya Pandita (1182–1251), zu einem Gespräch nach Liangzhou an die Stätte des sogenannten Tempels der Weißen Pagoden in Gansu, wo die tibetische Unterwerfung unter die Herrschaft der Mongolen, die Bedingungen für eine Eingliederung Tibets ins mongolische Reich, ausgehandelt wurden. 
Das tibetische Werk Sakya-Familiengeschichte (tib. sa skya gdung rabs; chin. Sajia shixi shi) aus dem Jahr 1629 enthält ein Schreiben Sakya Panditas an die geistlichen und weltlichen Führer in den verschiedenen Teilen Tibets aus der Zeit, worin deren Einzelheiten besprochen werden.